# Pałac Falkland
Pałac Falkland (ang. Falkland Palace) – była rezydencja królów Szkocji położona w hrabstwie Fife.
Początkowo budowla miała postać średniowiecznego zamku, który szkocka rodzina królewska kupiła w XIV wieku od klanu MacDuff. W 1402 był sceną krwawych rozgrywek wewnątrz dynastii. Brat króla Roberta III, Robert Stewart, 1. książę Albany, uwięził w nim następcę tronu, Dawida Stewarta, księcia Rothesay. Książę Dawid nie doczekał swojego oswobodzenia, umierając wcześniej z głodu i wyczerpania.
W latach 1501–1541 królowie Jakub IV i Jakub V prowadzili przebudowę zamku, czyniąc z niego renesansowy pałac. Dla tego ostatniego był miejscem śmierci. Pałac stał się cenionym przez kolejnych władców miejscem wypoczynku. Nie zmieniło się to nawet po zawarciu unii personalnej z Anglią - chętnie przyjeżdżali tam Jakub I, Karol I i Karol II. W czasie wojny domowej został on bowiem doszczętnie spalony przez wojska Olivera Cromwella. Przez kolejne 200 lat pozostawał w ruinie.
W 1887 dzieło odbudowy zapoczątkował szkocki arystokrata i przemysłowiec John Crichton-Stuart, III markiz Bute. Prace były kontynuowane także przez jego potomków. W 1952 5. markiz Bute podjął decyzję o przekazaniu pałacu w zarząd National Trust of Scotland, organizacji pozarządowej zajmującej się ochroną najcenniejszych szkockich zabytków. Od tego czasu w pałacu działa muzeum, jego wnętrza są też dostępne m.in. na potrzeby przyjęć weselnych.